# Liezen (stad)
Liezen is een gemeente in de Oostenrijkse deelstaat Stiermarken, en maakt deel uit van het district Liezen.
Liezen telt 8086 inwoners.
Admont ·
Aigen im Ennstal ·
Altaussee ·
Altenmarkt bei Sankt Gallen ·
Ardning ·
Bad Aussee ·
Bad Mitterndorf ·
Gaishorn am See ·
Grundlsee ·
Irdning-Donnersbachtal ·
Landl ·
Lassing ·
Liezen ·
Rottenmann ·
Sankt Gallen ·
Selzthal ·
Stainach-Pürgg ·
Trieben ·
Wildalpen ·
Wörschach
Politische Expositur Gröbming:
Aich ·
Gröbming ·
Haus ·
Michaelerberg-Pruggern ·
Mitterberg-Sankt Martin ·
Öblarn ·
Ramsau am Dachstein ·
Schladming ·
Sölk
- Gemeinsame Normdatei: 4272943-9
- Library of Congress Control Number: n89119005
- MusicBrainz: 0f73ec94-3c21-40f3-84ca-83ea9818fc7f
- Nationale Bibliotheek van Tsjechië: ge1124062
- Nationale Bibliotheek van Israël: 987007567581005171
- Virtual International Authority File: 137325323
- WorldCat: E39PCjwhwcFT9RqPqFb6vbx8kC